# エドキサバン
エドキサバン（Edoxaban、開発コードDU-176b）は、直接第Xa因子阻害薬に分類される経口抗凝固薬の1つである。なお、製剤中でエドキサバンは4-メチルベンゼンスルホン酸（慣用名、トシル酸）との塩の形にされており、さらに水和水を1分子持つ。商品名リクシアナ。

## 効能・効果

### 日本
- 膝関節全置換術、股関節全置換術、股関節骨折手術における静脈血栓塞栓症の発症抑制（承認取得：2011年4月[1]）
- 非弁膜症性心房細動患者における虚血性脳卒中および全身性塞栓症の発症抑制（承認取得：2014年9月[2]）
- 静脈血栓塞栓症（深部静脈血栓症および肺血栓塞栓症）の治療および再発抑制（承認取得：2014年9月[2]）

### 米国
- 非弁膜症性心房細動患者における脳卒中および全身性塞栓症のリスク低減（承認取得：2015年1月[3]）
- 静脈血栓塞栓症（深部静脈血栓症および肺塞栓症）の治療（承認取得：2015年1月[3]）

### 欧州
- 非弁膜症性心房細動患者における脳卒中および全身性塞栓症の発症抑制（承認取得：2015年6月[4]）
- 静脈血栓塞栓症（深部静脈血栓症および肺塞栓症）の治療および再発抑制（承認取得：2015年6月[4]）

## 投与量
日本の添付文書では、体重60kg以下の患者には30mgを、体重60kg超の患者には60mg（腎機能や併用薬に応じて減量）を投与するよう定められている。
米国では腎機能が正常（クレアチニンクリアランス95mL/min超）の患者には投与できず、50mL/min超・95mL/min以下では60mgを、15mL/min以上・50mL/min以下では30mgを投与するよう規制された。

## 禁忌
エドキサバンは次の患者には禁忌である。
- 過敏症の既往歴のある患者
- 出血している患者
- 急性細菌性心内膜炎の患者
- 腎不全（クレアチニンクリアランス15mL/min未満）の状態にある患者（下肢整形外科手術施行患者の場合は30mL/min未満）
- 凝血異常を伴う肝疾患の患者（心房細動患者の予防ならびに静脈血栓塞栓症患者の治療）

## 副作用
重大な副作用として添付文書に記載されているものは出血である。
他に1%以上に発現する副作用として、貧血、鼻出血、血尿（尿中血陽性等）、皮下出血、挫傷、創傷出血、肝機能異常が挙げられている。

## 前臨床試験
動物実験で、エドキサバンは第Xa因子への選択性と経口投与でバイオアベイラビリティーの高いことが示唆された。

## 臨床試験
いくつかの第II相臨床試験が実施された。股関節全置換術後の血栓症抑制や心房細動を有する患者での脳梗塞予防等である。
また膝関節全置換施行患者を対象として、エノキサパリン1日2回皮下注射群 対 エドキサバン30mg1日1回経口投与群 の比較臨床試験が実施された。日本と台湾から716名の患者が登録され、主要評価項目である静脈血栓塞栓症の発現率を対照群より46.8%低減させ、非劣性かつ優越性が示された。安全性評価指標である 重大なまたは臨床的に重要な出血の発現率は両群に有意差がなかった。股関節全置換術患者を対象としたエノキサパリンとエドキサバンの比較試験には610名の患者が登録され、深部静脈血栓症の発現率はエノキサパリン6.9%とエドキサバン2.4%であったが、有意差はなかった。
大規模第III相臨床試験は2つ実施された。
Hokusai-VTE試験は、深部静脈血栓症（DVT）または肺塞栓症（PE）患者における静脈血栓塞栓症（VTE）の治療および再発抑制効果のワルファリンに対する非劣性を検証するもので、8,240名の患者が登録された。主要評価項目であるVTE発現率は、エドキサバン群3.2%、ワルファリン群3.5%で、非劣性が検証された（P < 0.001）。安全性指標に有意差はなかった。
ENGAGE AF-TIMI 48試験は、非弁膜症性心房細動に伴う脳卒中および全身性塞栓症の発症抑制効果のワルファリンに対する非劣性を検証するもので、21,105名の患者が登録された。脳卒中および全身性塞栓症の年間発現率は、エドキサバン群1.18%、ワルファリン群1.50%で、非劣性が検証された（P < 0.001）。安全性指標（重大な出血の発現）についてワルファリンに対する優越性が示された（p < 0.001）。
他の新しい第Xa因子阻害薬（リバーロキサバンやアピキサバン）も同様に良好な結果を示している。